# Frank Otto
Pour les articles homonymes, voir Otto.
Frank Markus Otto, né le 10 février 1959 à Berlin, est un joueur allemand de water-polo.

## Carrière
Frank Markus dispute avec l'équipe d'Allemagne de l'Ouest de water-polo masculin les Jeux olympiques d'été de 1984, remportant la médaille de bronze et les Jeux olympiques d'été de 1988, terminant quatrième. C'est sous les couleurs de l'Allemagne réunifiée qu'il joue les Jeux olympiques d'été de 1992, obtenant une septième place.